# Sonu Shamdasani
Sonu Shamdasani, né en 1962, est un auteur, éditeur et professeur à l'University College de Londres.
Ses travaux se concentrent sur Carl Gustav Jung (1875-1961) et l'histoire de la psychiatrie, de la psychologie et de la psychothérapie du XIXe siècle jusqu'à nos jours.
Shamdasani a notamment supervisé la traduction et édité la première édition du Livre rouge de Carl Gustav Jung, récit personnel sous forme de manuscrit calligraphié et illustré à la manière des textes médiévaux, dans lequel le psychiatre suisse rend compte de sa quête intérieure. L'ouvrage était resté secret du public jusqu'en 2009.

## Biographie
Un premier diplôme (Bachelor of Arts) à l'université de Bristol en 1984 fut suivi d'une maîtrise universitaire ès sciences en histoire de la science et de la médecine à l'University College de Londres. Plus tard il obtient un Ph. D. au Wellcome Institute for the History of Medicine (en) à l'University College de Londres. Il est par la suite devenu professeur à l'Institut,.
Depuis 2016, il est professeur à l'École des langues européennes, de la culture et de la société (SELCS) à l'University College de Londres. Il est également Directeur du Centre pour l’histoire des disciplines psychologiques (University College Londres)
En 2003 Shamdasani fonde, avec Stephen Martin, la Philemon Foundation, qui vise à traduire en anglais et publier les travaux inédits de Jung,. En effet, les Œuvres complètes de Jung (Collected Works ) ont été publiées en vingt volumes, cependant des manuscrits et autres travaux de Jung sont restés inédits.
En parallèle à ses travaux de recherche et d'enseignement en histoire de la psychologie et psychiatrie depuis le milieu du XIXe siècle, Shamdasani poursuit, en tant qu'éditeur en chef de la Philemon Foundation, sa mission décrite comme "la reconstruction de la formation du travail de Jung" basée sur des sources primaires.

## Le Livre rouge
En négociations avec la famille Jung dès 1997 à ce sujet, c'est à partir de l'année 2000 que Shamdasani se consacre au travail d'édition du Livre rouge. En 2003 il est nommé rédacteur en chef du projet de publication du très attendu volume au sein de la Philemon Foundation. Jung avait œuvré à la transcription et illustration de ses écrits originaux (commencés en 1912) entre 1914 et 1930 dans un volume qu'il nommait son Livre rouge sans pour autant le publier.
Dans un entretien en 2011 Shamdasani dit du Livre Rouge de Jung que « rétrospectivement, ce texte contient en germe son œuvre ultérieure. C’est un texte qui révèle comment Jung est devenu Jung ».
Auparavant Shamdasani avait déclaré : « Si on ne situe pas la confrontation de Jung avec l'inconscient dans la perspective appropriée de même que si l'on ne comprend pas l'importance du Livre rouge, on n'est pas bien placé pour comprendre pleinement le développement intellectuel de Jung à partir de 1913 et au-delà de sa vie tout entière : c'était sa vie intérieure qui dictait ses mouvements dans le monde... Car le travail de Jung sur ses fantasmes dans les Cahiers noirs et le Livre rouge contient en germe son œuvre plus tardive comme il l'a lui-même affirmé. Le Livre rouge est au centre de la vie et de l’œuvre de Jung. [Comprendre Jung] sans le prendre en compte de manière précise serait l'équivalent d'écrire à propos de la vie de Dante sans la Commedia, ou celle de Goethe sans Faust. »

### Articles en français
- " Des névroses à une nouvelle cure des âmes : C. G. Jung et la refonte du patient thérapeutique", Cahiers jungiens de psychanalyse[14], No 146, Février 2017.
- " Ma vie… Biographie ou autobiographie ? Cahiers jungiens de psychanalyse, no 114, Février 2005.